# 若昂·米库
若昂·米库（法語：Johan Micoud，1973年7月24日—）是一名法國足球員，司職中場，現已退役。

## 生平
麥哥特早年曾效力法國球會波爾多，主要負責入球工作。他曾為波爾多贏得1998-99年法甲聯賽冠軍，同時期者還有韋托特。之後他效力意甲的帕爾馬，惟效力兩季僅能取得9球進帳，同時一直未能適應球會環境。於是2002年轉投德甲的雲達不萊梅，並為該球會贏得2004年德甲聯賽和德國杯雙料冠軍。
麥哥特於1999年入選法國國家隊，並曾出戰2002年韓日世界杯。由於他是攻擊中場，當時他被法國媒體認為是齐内丁·齐达内的最佳替補，但在國家隊卻一直表現平平，上陣17場僅得一球進帳。
隨著年事已高，自2004年起麥哥特已經從國家隊退下火線。而在2006-07年賽季，他亦重返法國的波爾多。

## 榮譽
- 法甲聯賽冠軍：1998-99
- 德甲聯賽冠軍：2004